# Неелов, Николай Алексеевич
Николай Алексеевич Неелов — советский военный, государственный и политический деятель, генерал-лейтенант.

## Биография
Родился 3 августа 1923 года в деревне Болото, Шаменского сельсовета Лодейнопольского района Ленинградской области. Член КПСС.
С 1941 года — на военной службе, общественной и политической работе. В 1941—1996 гг. — участник Великой Отечественной войны, рядовой, командир взвода на Ленинградском фронте, командир роты, батальона, начальник штаба полка на Ленинградском, 3-м Прибалтийском, 2-м Прибалтийском фронтах, начальник штаба полка Таманской дивизии, командир полка, заместитель командира дивизии, начальник Московского высшего общевойскового командного ордена Ленина Краснознаменного училища им. Верховного Совета РСФСР, помощник, заместитель командующего войсками ордена Ленина Московского военного округа, начальник методического центра при редколлегии Всероссийской Книги памяти.
Делегат XXIII съезда КПСС от Московской городской партийной организации.
Умер в Москве в 2006 году.